# Jupe (kayak)
Pour les articles homonymes, voir Jupe (homonymie).

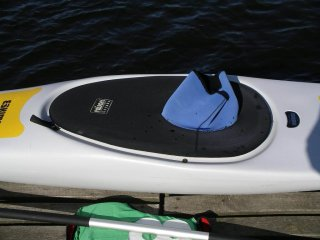
Spraydeck sur un kayak

Une jupe est un équipement pour la pratique du canoë-kayak.

## Description
Il s'agit de rendre étanche le kayak au niveau de l'hiloire. Ceci est utile pour les activités en eau-vive telles quel le kayak de haute rivière, le freestyle, le rodéo, le slalom, la descente, le kayak-polo, ainsi que pour les activités où il y a des risques d'éclaboussures comme la course en ligne ou le kayak de mer.
La jupe se présente sous forme d'un ovale en tissu étanche ou néoprène entouré d'un élastique pour tenir à l'hiloire. Le maintien au corps du kayakiste ou du céiste se fait également par une partie élastique.
La jupe doit pouvoir s'enlever facilement en cas de problème sans pour autant « sauter » au passage d'une vague. Pour cela, elle est équipée d'une poignée en tissu.